# Apataniana propria
Apataniana propria là một loài Trichoptera trong họ Apataniidae. Chúng phân bố ở miền Cổ bắc.